# ゼロ時間の謎
『ゼロ時間の謎』（ゼロじかんのなぞ、L'Heure Zéro）は、2007年のフランスのサスペンス映画。監督はパスカル・トマ、出演はメルヴィル・プポーとキアラ・マストロヤンニなど。アガサ・クリスティーの小説『ゼロ時間へ』（Towards Zero）の舞台をフランスに翻案して映画化した作品。ブルターニュ地方の海辺にある別荘を舞台にして、男女の愛憎、遺産争い、狡猾な犯人の「ゼロ時間」殺人計画を描く。
日本では2007年12月15日よりファインフィルムズ・熱帯美術館の配給で劇場公開された。2008年6月4日にポニーキャニオンよりDVD（PCBE-52188）が発売されている。メルヴィル・プポー&パスカル・トマ監督来日記念インタビューや日本版劇場予告編など40分のDVD映像特典を収録している。

## キャスト
| 役名                   | 俳優                       | 日本語版吹替 |
| ---------------------- | -------------------------- | ------------ |
| ギョーム・ネヴィル     | メルヴィル・プポー         | 滝知史       |
| オード・ネヴィル       | キアラ・マストロヤンニ     | 加納千秋     |
| キャロリーヌ・ネヴィル | ローラ・スメット           | 宮島依里     |
| カミーラ・トレシリアン | ダニエル・ダリュー         | 織田芙実     |
| マリ＝アドリーヌ       | アレサンドラ・マルティネス |              |
| バタイユ警視           | フランソワ・モレル         |              |
| トマ・ロンドー         | クレマン・トマ             |              |
| トレヴォーズ弁護士     | ジャック・セレ             |              |
| フレッド・ラティマー   | ザヴィエ・ティアム         |              |

## スタッフ
- 監督：パスカル・トマ
- 製作：ユベール・ワトリネ、ベルナデット・ザンク
- 原作：アガサ・クリスティー（『ゼロ時間へ』〈早川書房刊〉）
- 脚本：フランソワ・カヴィリオーリ（フランス語版）、ナタリー・ラフォーリ、クレマンス・ドゥ・ビエヴィーユ、ロラン・デュヴァル（フランス語版）
- 撮影：ルナン・ポレ（フランス語版）
- 編集：カトリーヌ・デュボー
- 音楽：ラインハルト・ワーグナー（フランス語版）
- プロダクションデザイン：カーチャ・ヴィシュコフ（フランス語版）
- 衣装デザイン：カトリーヌ・ブシャール（フランス語版）
- 日本語版翻訳：寺尾次郎

## 作品の評価
アロシネによれば、フランスの19のメディアによる評価の平均点は5点満点中3.4点である。